# Ortoire River
Der Ortoire River ist ein Fluss auf Trinidad im karibischen Inselstaat Trinidad und Tobago. Mit 42 km ist er der längste Fluss des Landes.

## Etymologie
Der Name stammt aus der Sprache der Trinidad ursprünglich besiedelnden Arawak. Unter spanischer Kolonialherrschaft war der Fluss als Rio de Guacharo bekannt, nach dem spanischen Wort für den Fettschwalm, der in Höhlen am Fluss lebte. Der Ort Ortoire an der Mündung des Flusses ist nach diesem benannt. Die Ortoiroiden-Kultur, ursprünglich aus dem Orinoco-Becken stammende Jäger und Sammler, deren Anwesenheit auf Trinidad und Tobago zwischen 5000 v. Chr. und 1000 v. Chr. durch Funde in insgesamt 25 Ausgrabungsstätten belegt ist, ist wiederum nach einer Fundstelle bei Ortoire benannt.

## Verlauf
Der Ortoire River entspringt in der Nähe von New Grant in der Region Princes Town. Er fließt zunächst in zahlreichen Windungen nach Osten, passiert dabei die Orte Hindustan und Tableland und verläuft dann durch dichten Regenwald, wobei er die Grenze zur Region Mayaro-Rio Claro überschreitet. In diesem unzugänglichen Gebiet münden der bei Fonrose entspringende Poole River und der bei Bristol Village entspringende Balata River in den Ortoire. Etwa zehn Kilometer vor Erreichen der Ostküste wendet sich der Fluss nach Nordosten, passiert den Ort Mafeking und mündet beim nach dem Fluss benannten Ort Ortoire in die L’Anse Chausee Bay, die sich zum Atlantik hin öffnet.

## Fauna
Im Fluss leben Welse, Tarpune und Lachse, die befischt werden. Im Unterlauf des Flusses leben Exemplare des gefährdeten Karibik-Manatis. Der Südamerikanische Fischotter wurde vereinzelt gesichtet. Biolumineszierendes Plankton sorgt in unregelmäßigen Abständen dafür, dass das Wasser des Ortoire River an bestimmten Stellen nachts blau leuchtet, wenn es aufgewühlt wird. Ein Fabelwesen ist der Huillia, ein schlangenähnliches, übergroßes Wesen, dem zahlreiche Angriffe auf Menschen und Tiere angedichtet wurden und bei dem es sich vermutlich um Sichtungen von im nördlich des Ortoire gelegenen Nariva Swamp heimischen Anakondas handelte.

## Wirtschaftliche Nutzung
Das Einzugsgebiet des Ortoire River besteht zu 60 % aus Regenwald. Die übrigen 40 % werden größtenteils als Agrarflächen sowie von der Öl- und Erdgasindustrie genutzt, wobei insbesondere in der Region Princes Town die Urbanisierung im Einzugsgebiet des Flusses zunimmt, womit eine Ausweitung von Flächen für Handel und Dienstleistungen einhergeht. In der Kleinstadt Ortoire mit ihrem großen Naturhafen spielt Fischerei eine Rolle, ebenso entlang des Unterlaufs des Ortoire, wo Austern und andere Muscheln sowie Krabben gefangen werden. Im Mündungsgebiet spielt Tourismus in Form von Kajaktouren verschiedener Anbieter eine geringe Rolle. Eine Gefahr für die wirtschaftliche Nutzung stellt der hohe Verschmutzungsgrad des Flusses durch eingeleitete ungeklärte Abwässer dar. 2014 wurde ein 18.000 Hektar großes Stück Land südlich des Mittellaufs des Ortoire, der sogenannte Ortoire Block, zum Zwecke der Gewinnung von Erdöl und -gas für bis zu 31 Jahre an das kanadische Unternehmen Touchstone Exploration verpachtet.

## Geschichte

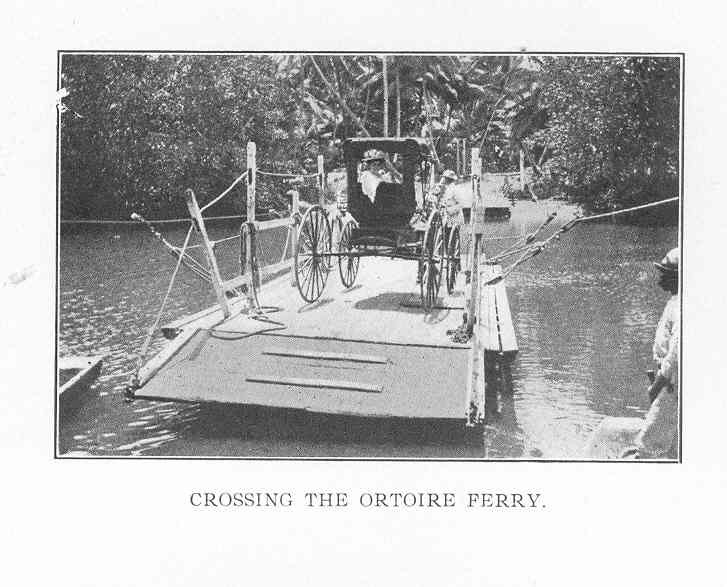
Fähre über den Ortoire River, 1910

Das Mündungsgebiet des Ortoire wurde bereits um 5000 v. Chr. besiedelt. Südlich der Flussmündung an der Ostküste gab es ab Ende des 18. Jahrhunderts Plantagen, die auf dem Landweg aber vom restlichen Trinidad abgeschnitten waren. 1818 wurde die Region an das trinidadische Küstendampfernetz angeschlossen. Eine Vermessung des Flusses erfolgte 1850 in der Hoffnung, eine Passage zum Golf von Paria zu finden, um agrarische Produkte bequem zu den Handelszentren Port of Spain und San Fernando transportieren zu können. Eine solche Passage existierte nicht, es stellte sich aber heraus, dass der Ortoire River zu einem guten Teil schiffbar ist. In den 1880er-Jahren wurde mit Hilfe eines Pontons, der an einem Seil über den Fluss gezogen wurde, eine Fährverbindung über den Ortoire River installiert. 1928 wurde das Küstendampfersystem eingestellt.
Der 1967 erschienene Roman Green Days by the River des trinidadischen Autors Michael Anthony spielt in den Plantagen, Dörfern und Städtchen am Ortoire River.